# ساندي بايلوت
ساندي بايلوت (بالفرنسية: Sandy Paillot)‏ (27 فبراير 1987 في ليون) لاعب كرة قدم فرنسي يلعب حاليا في نادي الدرجة الأولى غرونوبل الفرنسي في مركز قلب الدفاع معاراً من نادي ليون الفرنسي.

## المسيرة الرياضية مع الأندية
تم ترقية بايلوت من فريق الشباب بنادي ليون إلى الفريق الأول قبل بداية موسم 2007/2008 وتم منحه القميص رقم 32 ثم تم تغييره بالقميص رقم 15. شارك في بطولة كأس السلام التي أقيمت في كوريا الجنوبية في فترة التحضير وشارك في المباريات الأربع بالبطولة.
في ذلك الموسم شارك بايلوت في مباراة بطولة كأس فرنسا وساهم في تحقيق الفوز بنتيجة 4-0 على فريق الدرجة الثانية كريتيل في 6 يناير 2008. شارك في أولى مبارياته في بطولة دوري الدرجة الأولى أمام فريق لوريان وحقق فريق ليون فوزا بنتيجة 2-0. في 31 يناير انضم بايلوت إلى فريق الدرجة الثانية غرونوبل بعقد إعارة لمدة 6 أشهر وساهم في صعود فريق غرونوبل إلى الدرجة الأولى وبعدها عاد إلى ناديه الأصلي ليون. أعلن مسئولو نادي غرونوبل بأنهم يرغبون في التعاقد بالإعارة مجددا مع بايلوت وبعد أسابيع من المفاوضات تم التوصل إلى اتفاق بانتقال بايلوت بنظام الإعارة من ليون إلى غرونوبل طوال موسم 2008/2009.

## المسيرة الرياضية مع المنتخبات
شارك بايلوت في صفوف منتخب فرنسا للشباب تحت 20 سنة في دورة طولون للشباب 2007 وما زال قانونيا لائقا للمشاركة في نهائيات بطولة كأس الأمم الأوروبية للشباب تحت 21 سنة التي ستقام في السويد سنة 2009 على الرغم من عدم استدعائه رسميا للمشاركة.

## روابط خارجية
- ساندي بايلوت على موقع رابطة كرة القدم الفرنسية للمحترفين (الإنجليزية)
- ساندي بايلوت على موقع قاعدة بيانات كرة القدم.إي يو (الإنجليزية)
- ساندي بايلوت على موقع ليكيب (الفرنسية)
- ساندي بايلوت على موقع Soccerway.com (الإنجليزية)
- ساندي بايلوت على موقع كووورة